# 湯旺県
湯旺県（とうおう-けん）は、中華人民共和国黒竜江省伊春市に位置する県。

## 歴史
2019年7月に湯旺河区および烏伊嶺区が合併し、湯旺県が発足。

## 行政区画
以下の区域を管轄する。
- 鎮：湯旺河鎮、烏伊嶺鎮
- 林場：日新林場、石林林場、東升林場、二龍山林場、高峰林場、二清河林場、守虎山林場、泉石林場、峻嶺林場、上游林場、美峰林場、美林林場、建新林場、移山林場、林海林場、東克林林場、福民林場、阿廷河林場、前衛林場
- 経営所：豊溝経営所、横山経営所、大崑崙経営所、育林経営所、育林経営所、団結経営所、磨石山経営所、克林経営所、桔源経営所、永勝経営所

## 健康・医療・衛生
- 湯旺県第一医院